# Instituto Nacional de Estadística y de Estudios Económicos (Luxemburgo)
El Instituto nacional de estadística y de estudios económicos (en francés: Institut national de la statistique et des études économiques, STATEC) es la agencia nacional de la Administración Pública que, bajo la autoridad del ministerio de Economía, investiga y analiza datos estadísticos y económicos de Luxemburgo. Goza, sin embargo, de la independencia científica y profesional acorde con la legislación estadística nacional y europea, produciendo y difundiendo sus datos con neutralidad.
Su misión consiste en proporcionar a los responsables públicos y privados así como a los ciudadanos un servicio público de información estadística de elevada calidad. El STATEC se compromete a producir estadísticas, análisis y estudios que representan una imagen detallada, fiable y objetiva de la sociedad luxemburguesa. También, por último, coordina el sistema estadístico luxembourgués, organizado según el principio de la centralización estadística.

## Historia
La STATEC se creó en 1962 con la fusión de la Oficina de estadística general y del Servicio de estudios y de documentación económica. Se reformó mediante la ley de 10 de julio de 2011,.

## Organización
La STATEC está organizada en seis divisiones :
- Servicios generales ;
- Estadísticas sociales ;
- Estadísticas de empresas ;
- Estadísticas macroeconómicas ;
- Coyuntura y previsiones ;
- Investigación aplicada.